# デリー (詩集)
『デリー』（Délie, objet de plus haulte vertu）は、16世紀フランスの詩人モーリス・セーヴが執筆した詩集で、彼の代表作である。
初版は1544年に出版された。タイトルは、L'Idée （この場合はプラトンのイデア論の意）のアナグラムである。また、ラ・デリエンヌ（La Délienne, ディアーナの異称）を意識しているとも言われる。
『デリー』は、449篇の十行詩（1行10音綴が10行）から成り、それに先行する形で "A sa Délie" と題された献辞的な八行詩が収められている。詩篇は、50のエンブレムと交互に収められている。エンブレムには、絵と格言が含まれており、続く十行詩で取り上げられている。こうして、本書は、16世紀のエンブレム・ブックのより一般的なブームを反映するものとなっている（当時のエンブレム・ブックで、とりわけ特徴的だったものは、アルチャーティの『エンブレマタ』である）。
19世紀後半以降、新たに批判的な関心から見られているセーヴの十行詩は、当時の人々にとってさえも難解なものであった。彼の熱烈な賛美者エチエンヌ・ドレでさえ、それらを理解できないと告白した。こうした難解さの中に織り込む形で、ペトラルカ的な恋愛観やフィチーノを経由した新プラトン主義、ヘルメス主義などが表現されたのである。

## 日本語訳
- 『デリ : 至高の徳の対象』加藤美雄訳. 青山社, 1990.8